# Кеум
Кеум — річка в Росії, права притока Дем’янки (басейн Іртиша), тече у Тюменській області. 
Кеум починається на західному краї Васюганських боліт на півночі Уватського району Тюменської області неподалік від кордону з Ханти-Мансійським АО. Від витоку тече на північний захід, в низов’ях повертає на захід і південний захід. Впадає у Дем’янку вище села Лумкой. В басейні багато озер і боліт.
Довжина річки 354 км, площа басейну 3630 км². Живлення мішане з переважанням снігового. Повінь з травня до липня; наприкінці літа та восени — паводки. 
Основні притоки: Тамиш, Камим’ях, Торьєга та багато менших.
Єдиний населений пункт на річці — однойменне село Кеум — знаходиться у низов’ях.